# Doble concert per a violí i violoncel (Brahms)
El doble concert en la menor, Op. 102, és un concert per a violí, violoncel i orquestra compost per Johannes Brahms. Escrit a l'estiu de 1887 i estrenat l'octubre del mateix any, és l'últim treball per a orquestra del compositor.
Aquesta forma musical continua sent raríssima al segle xix i el seu precedent és el cèlebre Triple concert de Ludwig van Beethoven. El concert per a solistes múltiples era tanmateix corrent anteriorment com és el cas del concerto grosso barroc, o les simfonies concertants, com ara les de Wolfgang Amadeus Mozart.
Brahms va escriure aquest concert per al violoncel·lista Robert Hausmann i el seu vell amic, el violinista Joseph Joachim. L'obra en part era un gest de reconciliació cap a Joachim, després que la seva llarga relació es veiés afectada pel divorci del violinista i la seva esposa Amelie. Brahms s'havia posat de part ella, i això va afectar la relació dels músics. En el concert es fa una referència a la frase Joachim, frei aber einsam (Joachim, lliure però sol), per mitjà del motiu musical La-Mi-Fa (la representació en la notació alemanya és A-E-F que es pot permutar com F-A-E).

## Anàlisi musical
L'obra està dividida en els tres moviments habituals (ràpid-lent-ràpid) del concert: 
1. Allegro (la menor)
2. Andante (re major)
3. Vivace non troppo (la menor → la major)

El tàndem que va estrenar el concert, Joachim i Hausmann, el va repetir diverses vegades en la temporada 1887-88, sempre amb Brahms com a director. El compositor després va lliurar el manuscrit a Joachim amb la inscripció "per aquell per a qui va ser compost".
Clara Schumann no va tenir una reacció favorable cap a l'obra, considerant que era "poc brillant per als instruments". Richard Specht també va criticar el concert, descrivint-lo com una de les composicions de Brahms més inabastables i poc gaudibles. Brahms havia iniciat la composició d'un segon concert per a aquests instruments però va destruir la notes en veure la reacció que va tenir el primer. Crítics posteriors han estat més benvolents amb l'obra. Tanmateix, la interpretació de l'obra es veu sempre molt afectada per requerir dos solistes brillants i compenetrats.